# Tundra montañosa transbaikalia
La ecorregión de la tundra montañosa transbaikalia (WWF ID: PA1112) cubre las zonas de picos de gran altitud por encima de la línea de los árboles en una serie de cadenas montañosas que se extienden desde el extremo norte del lago Baikal hasta las cadenas costeras occidentales del mar de Ojotsk en Siberia (Rusia). Las comunidades florales son las de la tundra de montaña, con roca desnuda o permafrost bajo capas de musgo y líquenes. Debido a que la ecorregión está alineada a lo largo de una latitud común, actúa como una ruta para la transmisión de especies a través de Siberia. La ecorregión se encuentra situada en la región paleártica y el bioma de la tundra y cubre un área de 217 559 kilómetros cuadrados (83 999,6 mi²).

## Localización y descripción
La ecorregión se extiende casi 1800 km de oeste a este, formando un mosaico de secciones que en su mayoría están por encima de los 975 metros altitud en una serie de cadenas montañosas desde el lago Baikal hasta el mar de Ojotsk. Esta cadena de zonas de gran altitud sigue aproximadamente los 56 grados de latitud norte, y gran parte del clima de la tundra se debe a la zonificación de la altitud. Las cadenas montañosas individuales incluyen los montes Stanovoi y los montes Dzhugdzhur. La elevación más alta es de 2700 metros (8858,3 pies).

## Clima
La región tiene un clima subpolar con invierno seco (clasificación climática de Köppen (Dwc)). Este clima se caracteriza por una alta variación de temperatura, tanto diaria como estacional; con inviernos largos y fríos y veranos cortos y frescos sin ningún mes con un promedio de más de 22 °C (71,6 °F); y con bajos niveles de precipitación durante todo el año. La precipitación media en la región es de unos 121 mm/año. La temperatura media en el centro de la ecorregión en enero es de −31,5 °C (−24,7 °F) y de 15,8 °C (60,4 °F) en julio.

## Flora y fauna
En general, los picos más altos no tienen vegetación. Solo en elevaciones más bajas crecen musgos y líquenes en el suelo irregular y el permafrost. Por debajo de los 1.100 metros es posible admirar los bosques de altura: las laderas están cubiertas por alerces (Larix), abetos (Picea abies) y arboledas de cedro (Cedrus), mientras que en las cotas más bajas se desarrollan bosques intrazonales típicos de llanuras aluviales.
Algunos de los animales que habitan en la ecorregión también se pueden encontrar en la cercana ecorregión de la taiga de Ojotsk y Manchuria. En particular, el oso pardo (Ursus arctos), el armiño (Mustela erminea), la marta cibelina (Martes zibellina), la liebre común (Lepus europaeus), la marmota gris (Marmota), el alce (Alces alces), el ciervo almizclero siberiano (Moschus moschiferus), la ardilla común (Sciurus vulgaris), la pica siberiana (Ochotona hyperborea) y el glotón (Gulo gulo). En cuanto a la fauna ornitológica local, en las cotas más altas es posible observar especies como la perdiz blanca (Lagopus lagopus), la urraca común (Pica pica), el águila real (Aquila chrysaetos), el arrendajo siberiano (Perisoreus infaustus) y el acentor alpino (Prunella collaris).

## Áreas protegidas
Hay varias áreas protegidas nacionales importantes que se encuentran total o parcialmente en esta ecorregión:
- Reserva natural de Vitim, al noreste del lago Baikal, en los montes de Kodar
- Reserva natural de Bureya, al norte de la Cordillera de Bureya, con altos picos y lagos que alimentan la parte baja del río Amur
- Reserva natural de Dzhugdzur, en el extremo oriental de la ecorregión, y que forma la transición a la ecorregión de la taiga de Siberia Oriental en elevaciones más bajas.